# William V. Lucas

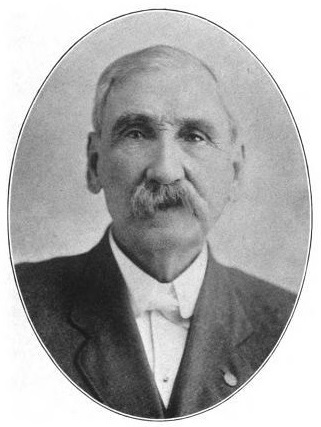
William V. Lucas

William Vincent Lucas (* 3. Juli 1835 bei Delphi, Carroll County, Indiana; † 10. November 1921 in Santa Cruz, Kalifornien) war ein US-amerikanischer Politiker. Zwischen 1893 und 1895 vertrat er den zweiten Wahlbezirk des Bundesstaates South Dakota im US-Repräsentantenhaus.

## Frühe Jahre und politischer Aufstieg
William Lucas besuchte die öffentlichen Schulen seiner Heimat. Im Jahr 1856 zog er in das Bremer County in Iowa, wo er in der Landwirtschaft arbeitete. Während des Bürgerkrieges brachte er es in einem Infanterieregiment aus Iowa bis zum Hauptmann. Nach dem Krieg wurde er von 1866 bis 1872 Kämmerer im Bremer County. Danach stieg er in das Zeitungsgeschäft ein und gab zwischen 1872 und 1876 die Zeitung "Waverly Republican" sowie von 1876 bis 1883 den "Cerro Gordo Republican" heraus. Von 1878 bis 1880 war Lucas Protokollführer im Repräsentantenhaus von Iowa. In den Jahren 1879 und 1880 war er auch Bürgermeister von Mason City. Schließlich amtierte er von 1881 bis 1882 als Leiter des Rechnungshofes (State Auditor) von Iowa. Politisch hatte er sich den Republikanern angeschlossen.

## Kongressabgeordneter
Im Jahr 1883 zog William Lucas nach Chamberlain im Dakota-Territorium, wo er wieder in der Landwirtschaft arbeitete. Von 1888 bis 1890 war er Kämmerer im Brule County. 1890 zog er nach Hot Springs, ebenfalls in South Dakota. Bei den Kongresswahlen des Jahres 1892 wurde er zum Nachfolger von John L. Jolley im US-Repräsentantenhaus gewählt. Dort vertrat er zwischen dem 4. März 1893 und dem 3. März 1895 für eine Legislaturperiode den zweiten Bezirk von South Dakota. Für die Wahlen des Jahres 1894 wurde er von seiner Partei nicht mehr nominiert.
Im Juni 1896 nahm Lucas als Delegierter an der Republican National Convention in St. Louis teil, auf der William McKinley als Präsidentschaftskandidat der Partei nominiert wurde. Nach seiner Rückkehr nach Chamberlain wurde William Lucas bei der Bundeslandbehörde als Grundbuchbeamter angestellt. Dieses Amt übte er zwischen 1897 und 1901 aus. Im Jahr 1904 zog er nach Santa Cruz in Kalifornien, wo er seinen Lebensabend verbrachte. Dort ist er 1921 auch verstorben. William Lucas war mit Amanda L. Lucas verheiratet.